# Otto Garde
Otto Garde (* 10. Januar 1905 in Elberfeld; † 3. Mai 1990 in Bergisch Gladbach) war ein deutscher Versicherungskaufmann und 22 Jahre lang Vorstandsvorsitzender der Concordia-Lebensversicherungs-AG.
Garde, eines von sieben Kindern des Versicherungsinspektors Otto Garde (1872–1925) und von Hulda Adele Diekamp (1873–1962), heiratete 1928 Anneliese Sachser (1905–1971). Er kehrte schwer verwundet aus dem Zweiten Weltkrieg zurück. Ab 1947 war er Vorstandsmitglied und von 1950 bis 1972 Generaldirektor sowie Vorstandsvorsitzender der Concordia-Lebensversicherungs-AG in Köln. Er war Gründer der Stiftung Hufeland, die seit 1960 den Hufeland-Preis verleiht. 1965 wurde er mit dem Ehrenzeichen der deutschen Ärzteschaft ausgezeichnet. 1969 wurde ihm das Große Verdienstkreuz des Verdienstordens der Bundesrepublik Deutschland verliehen. Garde starb 1990 und wurde auf dem Friedhof Köln-Melaten beigesetzt.
Von 1969 bis 1973 war er Mitglied im Beirat der liberalen Friedrich-Naumann-Stiftung.